# 17693 Вандахен
17693 Вандахен (17693 Wangdaheng) — астероїд головного поясу, відкритий 15 лютого 1997 року.
Тіссеранів параметр щодо Юпітера — 3,227.